# 수소수
수소수(일본어: 水素水)는 일반적으로 초순수에 수소가 용존되어 있는 상태로 존재하는 것을 말한다. 삼투압을 이용해 초순수를 만들어내고, 진공을 유지한 상태에서 고압으로 수소 가스를 가하면 수소수를 얻는 것이 가능하다. 반도체 산업의 웨이퍼 공정에서 기판을 세척하는 데 이용된다. 수소수는 대기압에서 물에 용해되어 있는 상태로 존재하지 못하기 때문에 이 공정에서도 고압의 진공 상태를 유지해야 한다.